# Meiacanthus
Genre
Meiacanthus est un genre de poissons marins de la sous-famille des Blenniinae (famille des Blenniidae) et qui se rencontrent dans tous les milieux depuis l'eau douce jusqu'à l'eau de mer.

## Liste des espèces
Selon World Register of Marine Species (5 février 2025) :
- Meiacanthus abditus Smith-Vaniz, 1987
- Meiacanthus abruptus Smith-Vaniz & Allen, 2011
- Meiacanthus anema (Bleeker, 1852)
- Meiacanthus atrodorsalis (Günther, 1877)
- Meiacanthus bundoon Smith-Vaniz, 1976
- Meiacanthus crinitus Smith-Vaniz, 1987
- Meiacanthus cyanopterus Smith-Vaniz & Allen, 2011
- Meiacanthus ditrema Smith-Vaniz, 1976
- Meiacanthus erdmanni Smith-Vaniz & Allen, 2011
- Meiacanthus fraseri Smith-Vaniz, 1976
- Meiacanthus geminatus Smith-Vaniz, 1976
- Meiacanthus grammistes (Valenciennes, 1836)
- Meiacanthus kamoharai Tomiyama, 1956
- Meiacanthus limbatus Smith-Vaniz, 1987
- Meiacanthus lineatus (De Vis, 1884)
- Meiacanthus luteus Smith-Vaniz, 1987
- Meiacanthus mossambicus Smith, 1959
- Meiacanthus naevius Smith-Vaniz, 1987
- Meiacanthus nigrolineatus Smith-Vaniz, 1969
- Meiacanthus oualanensis (Günther, 1880)
- Meiacanthus phaeus Smith-Vaniz, 1976
- Meiacanthus procne Smith-Vaniz, 1976
- Meiacanthus reticulatus Smith-Vaniz, 1976
- Meiacanthus smithi Klausewitz, 1962
- Meiacanthus solomon Smith-Vaniz & Allen, 2019
- Meiacanthus tongaensis Smith-Vaniz, 1987
- Meiacanthus urostigma Smith-Vaniz, Satapoomin & Allen, 2001
- Meiacanthus vicinus Smith-Vaniz, 1987
- Meiacanthus vittatus Smith-Vaniz, 1976

## Systématique
Le nom valide complet (avec auteur) de ce taxon est Meiacanthus Norman, 1944.
Meiacanthus a pour synonyme :
- Meicanthus

### Étymologie
Le nom générique, Meiacanthus, dérive de la combinaison en grec ancien de μείων (meíôn), « moins », et de ἄκανθα (ákantha), « épine », et fait référence à la nageoire dorsale de ces espèces qui ne comporte que quatre à huit épines contrairement à celles du genre Petroscirtes qui en présentent dix à douze.

### Publication originale
- (en) John R. Norman, « Notes on the blennioid fishes.--I. A provisional synopsis of the genera of the family Blenniidae », Annals and Magazine of Natural History, Londres, 11e série, vol. 10, no 72,‎ 1944, p. 793-812 (ISSN 0374-5481).